# کوندوم، ژر
کوندوم، ژِر (به فرانسوی: Condom) یک کمون در فرانسه است که در کانتون کوندوم واقع شده‌است.

## خصوصیات
کوندوم ۹۷٫۳۷ کیلومترمربع مساحت و ۷٬۱۹۳ نفر جمعیت دارد و ۸۲ متر بالاتر از سطح دریا واقع شده‌است.

## خواهرخوانده
شهرهای گرونبرگ، هسن و تورو (سامرا) خواهرخوانده‌های کوندوم، ژر هستند.